# Komijska Autonomiczna Socjalistyczna Republika Radziecka

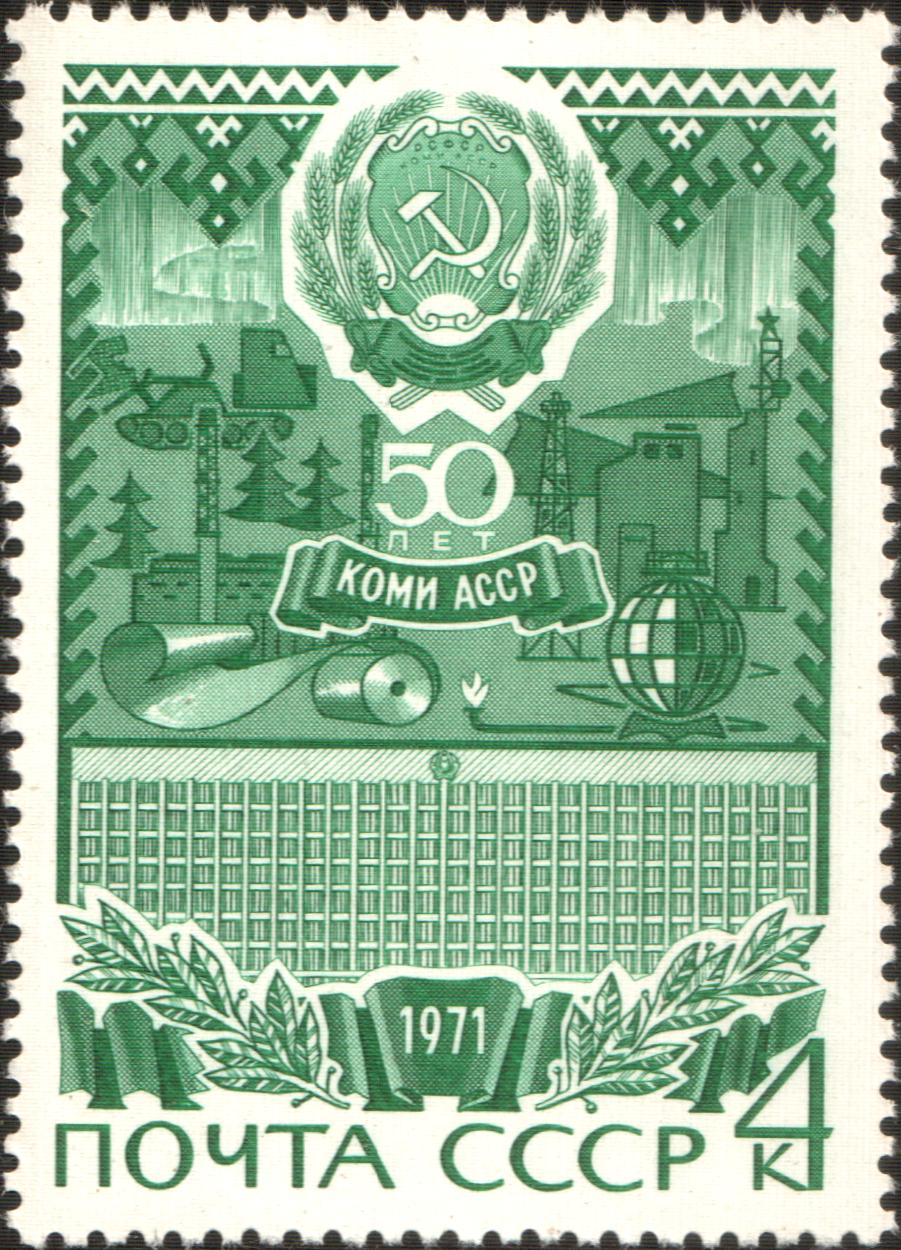
znaczek pocztowy upamiętniający 50 rocznicę autonomii Komi

Komijska Autonomiczna Socjalistyczna Republika Radziecka, Komijska ASRR, Komi ASRR – republika autonomiczna w Związku Socjalistycznych Republik Radzieckich, wchodząca w skład Rosyjskiej Federacyjnej Socjalistycznej Republiki Radzieckiej.
Komijska ASRR została utworzona 5 grudnia 1936 r. w wyniku zmiany statusu i poszerzenia autonomii istniejącego od 1922 r. Komi-Zyriańskiego Obwodu Autonomicznego. Tworzenie autonomicznych obszarów dla mniejszości narodowych było elementem prowadzonej zwłaszcza w początkowym okresie istnienia ZSRR polityki korienizacji, tj. przyznawania autonomii nierosyjskim narodom dawnego Imperium, dyskryminowanym i rusyfikowanym przez carat.
 Komijska ASRR została zlikwidowana w 1990 r. na fali zmian związanych z rozpadem ZSRR. Jej prawną kontynuacją jest autonomiczna rosyjska republika Komi.
 Informacje nt. położenia, gospodarki, historii, ludności itd. Komi Autonomicznej Socjalistycznej Republiki Radzieckiej znajdują się w: artykule poświęconym Republice Komi, jak obecnie nazywa się ta rosyjska jednostka polityczno-administracyjna